# Bodensee-Marathon
Der Bodensee-Marathon ist eine jährlich im September in Kressbronn am Bodensee stattfindende Laufveranstaltung, bei der ein Marathon (42,195 Kilometer), ein Halbmarathon (21,097 km) und ein Mini-Halbmarathon (2,1 km) ausgetragen werden.

## Organisation
Der Marathon findet seit 1973 statt und gehört damit zu den ältesten deutschen Marathonveranstaltungen. Veranstalter ist der Turnverein Kressbronn. Die 50. Auflage fand 2024 statt.

## Strecken
Bis zum Jahr 2001 gab es anstatt des Mini-Halbmarathons einen 5-km-Trimmlauf (TL), von 2010 bis 2012 wurde eine 11-km-Walkingrunde angeboten.
2014 wurden ein Marathon, ein Staffelmarathon (vier Läufer, 8,3 / 12,8 / 8,3 / 12,8 km), ein Halbmarathon (HM) und ein Mini-Halbmarathon (MHM) über 2,2 km (für Kinder bis zu 15 Jahren) angeboten.

### Streckenverlauf

#### Strecke bis 2008
Die Strecke startete im Ortszentrum Kressbronn und verlief nach der Hauptstraße, durch die Kirchstraße, Berger Straße, die Teilorte Kalkähren und Betznau zum Wanderweg entlang des naturgeschützten Bodensee-Zuflusses Argen bis zur Gießenbrücke. Auf der Langenargener Seite lief man hinunter bis zum Argensteg vor der Bodenseemündung, auf der anderen Flussseite zurück bis zur Gießenbrücke und wieder Richtung Bodensee. Nach ungefähr zwei Kilometern führte eine etwa 10 km lange Schleife über Feldwege und den Hof Mückle in den Tettnanger Wald, dann zurück zur Argen und weiter zum Argensteg. Schließlich ging es bis kurz nach dem Grillplatz auf der anderen Seite zurück und über Betznau und Kalkähren bis zur Kirchstraße. Von hier über die Zehntscheuerstraße, den Schulhof der Nonnenbachschule, den Schulweg hinunter in die Hemigkofener Straße zum Ziel bei der Festhalle in Kressbronn.

#### Strecke 2009 bis 2012

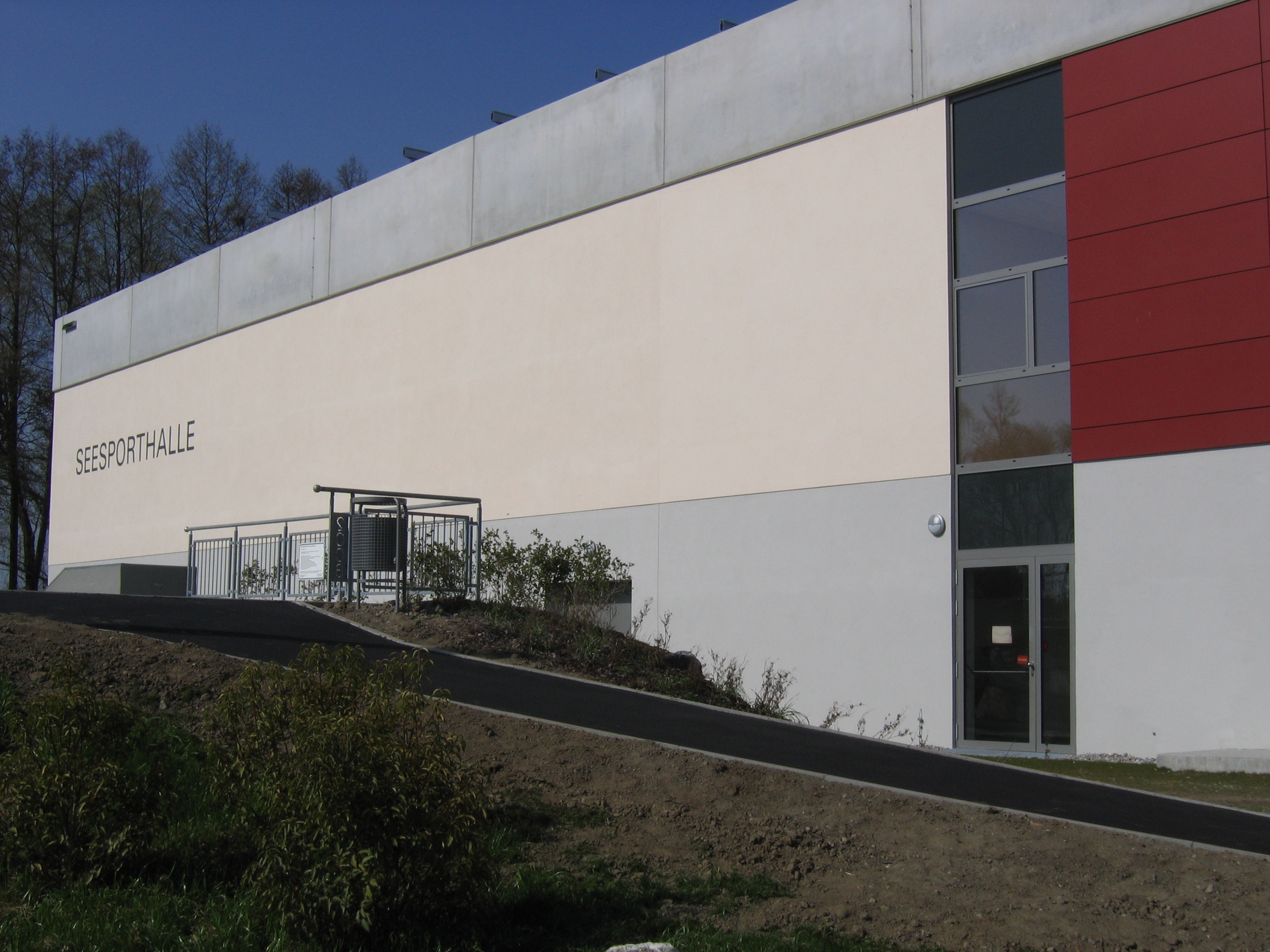
Kressbronner Seesporthalle

Nach Fertigstellung der Kressbronner Seesporthalle im Jahr 2008, gab es ab dem Jahr 2009 eine neue Streckenführung: Der Start erfolgte bei der Bodan-Werft Richtung Osten. Durch die Bodan-, Seestraße, Riedweg und Argenstraße gelangte das Teilnehmerfeld zurück zur Bodanstraße. Über Reute und Gohren ging es weiter bis zur historischen Kabelhängebrücke an die Argen. Auf Kressbronner Uferseite verlief die Strecke Richtung Gießenbrücke, und am Oberdorfer bzw. Langenargener Ufer liefen die Teilnehmer wieder hinunter Richtung Bodensee. Kurz vor ihrer Mündung wurde die Argen über den Argensteg erneut gequert. Von der Hängebrücke ging es durch Gohren und Reute zurück in die Bodanstraße und durch die Irisstraße zum Ziel an der Seesporthalle.
Der Mini-Halbmarathon startete ebenfalls bei der Bodan-Werft. Über die Bodanstraße, die Seestraße und durch den Schlösslepark verlief die Strecke zur Irisstraße und zum Ziel an der Seesporthalle.
Seit 2010 wurde auch eine elf Kilometer lange Nordic-Walking-Strecke angeboten. Sie verlief bis zur Hängebrücke wie oben beschrieben. Dort querten die Teilnehmer die Argen, walkten auf Langenargener Seite bis zum Argensteg Richtung Bodensee und querten erneut die Argen. Am Kressbronner Hafen führte die Strecke entlang Richtung Schnaidt und weiter nach Tunau. Über die Bodanstraße und durch die Irisstraße gelangten die Teilnehmer zum Ziel an der Seesporthalle.

#### Seit 2013
Seit 2013 wird wieder in der Kressbronner Ortsmitte gestartet. Die Strecke führt dann, wie in den Jahren bis 2008, über Betznau hinaus an die Argen, am Fluss entlang und zurück zur neu gebauten Mehrzweckhalle am Untermühleweg in Kressbronn. Für den Halbmarathon muss diese Runde einmal, für den Marathon zweimal absolviert werden.

## Zeitnahme
Die Laufzeiten der Marathon-, Halbmarathon- und Mini-Halbmarathonläufer werden mit Transponder-Chips, die zusammen mit den Startnummern ausgegeben werden, erfasst. Eigene ChampionChip-Transponder können nicht verwendet werden.

## Streckenrekorde
Bestzeiten bis 2008
- Marathon: Peter Sponsel (m, 1980), 2:31:10 h, und Birgit Bartels (w, 1998), 3:08:22 h
- Halbmarathon: Wille (m), 1:09:20 h, und Mulu Kassa (w), 1:21:00 h
- Mini-Halbmarathon: Moritz Hegel (m, 2006), 8:01 min, und Lisa Arnold (w, 2008), 8:22 min

Bestzeiten 2009 bis 2012
- Marathon: Thomas Dehaut, 2:39:19 h, und Petra Paule, 3:22:43 h
- Halbmarathon: Robin Hanser, 1:15:13 h, und Roswitha Weber, 1:26:39 h
- Mini-Halbmarathon: Rene Magg, 8:10 min, und Lea Dallio, 9:08 min

## Siegerlisten

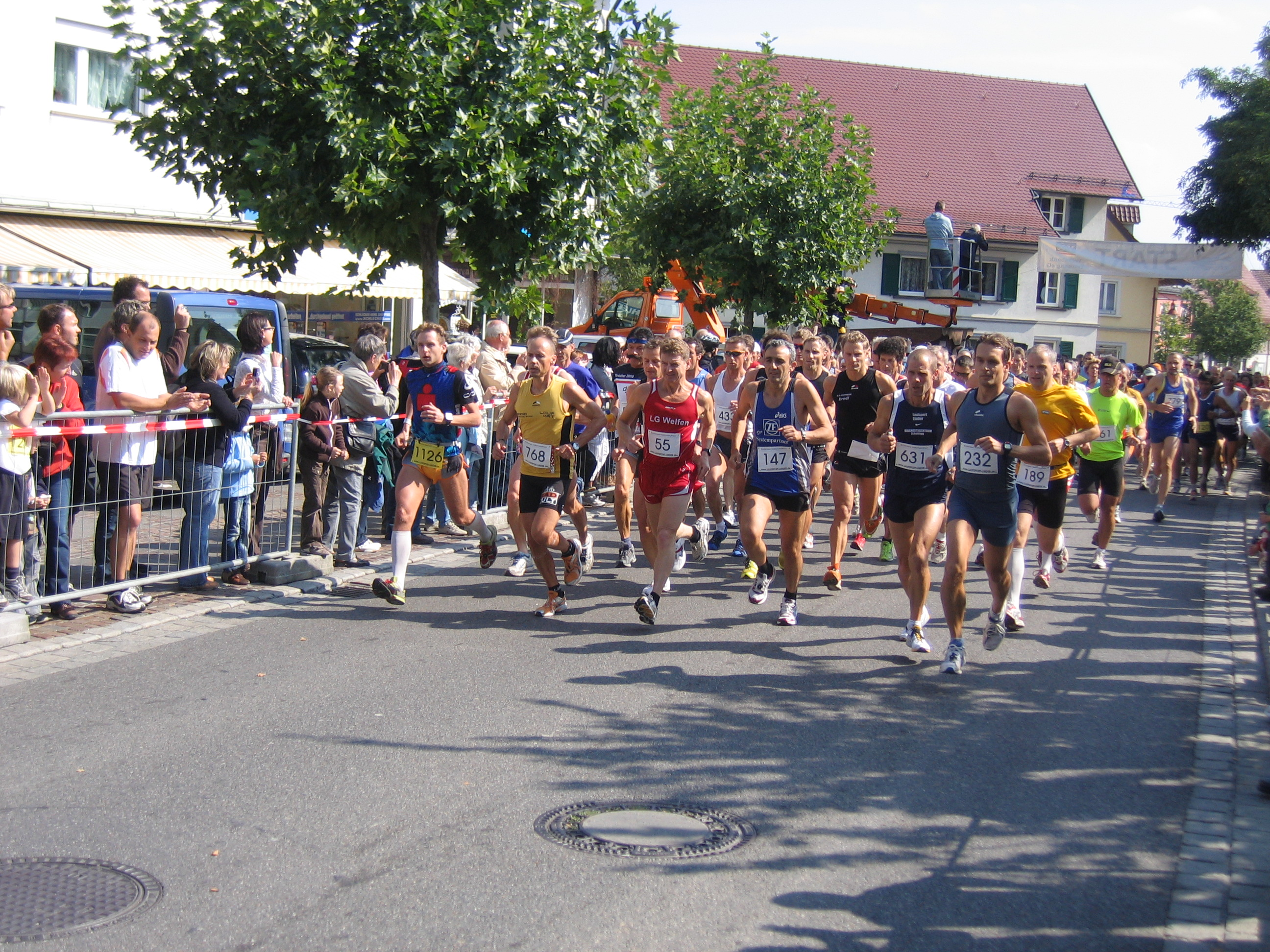
2008: Start HM-/Marathon

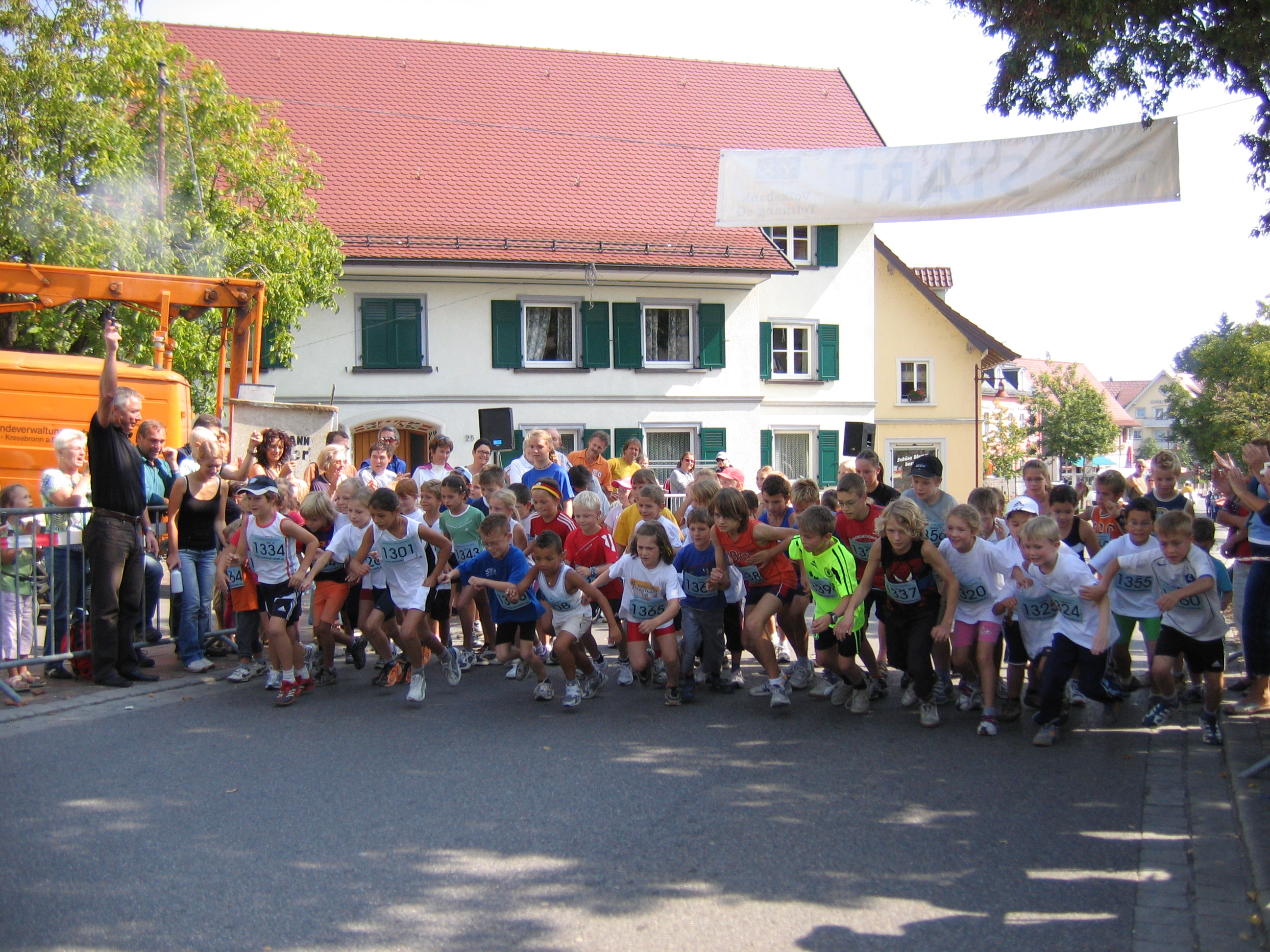
2007: Start MHM

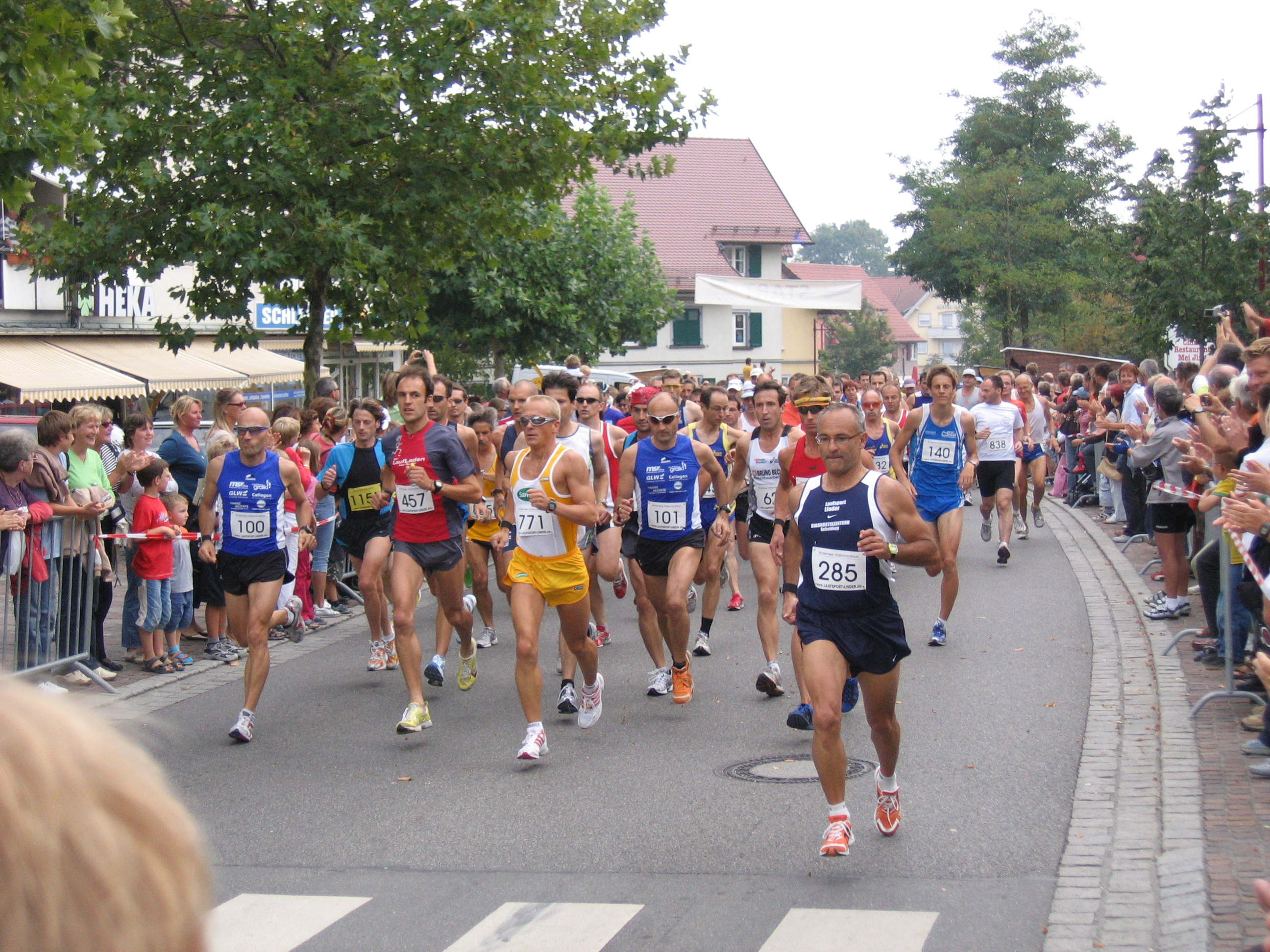
2006: Start HM-/Marathon

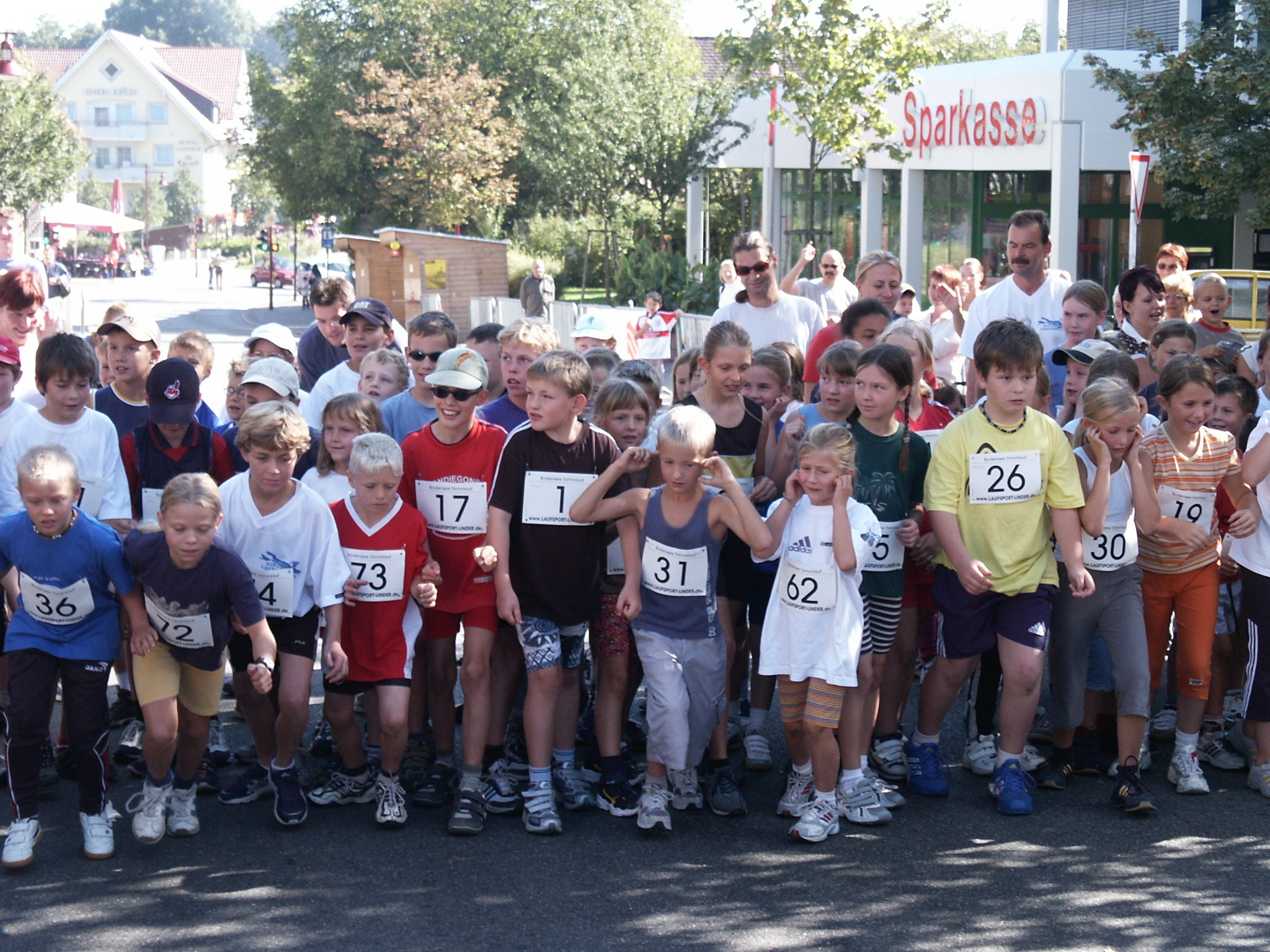
2004: Start MHM

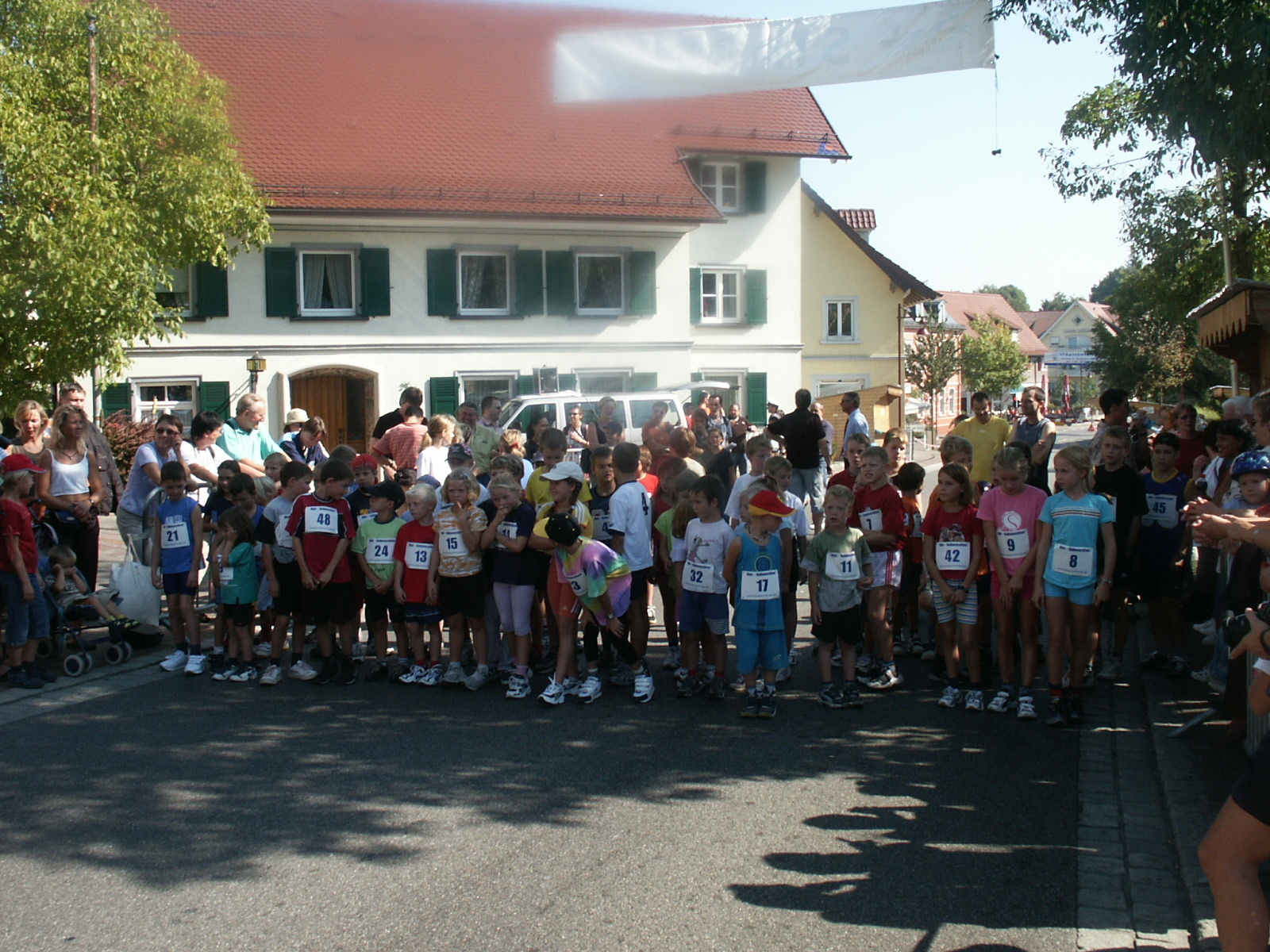
2003: Start MHM

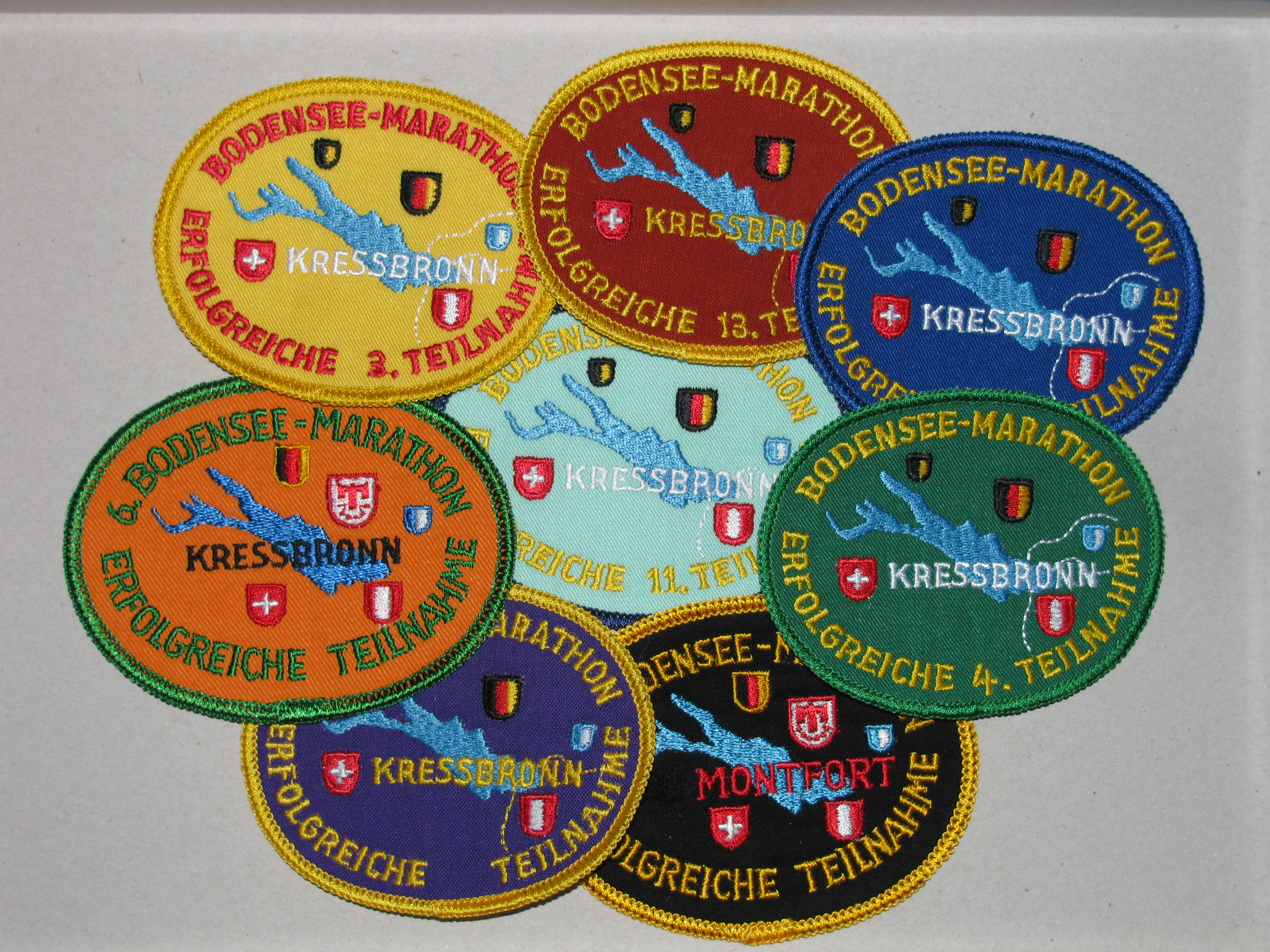
Auszeichnungen: Stoffabzeichen

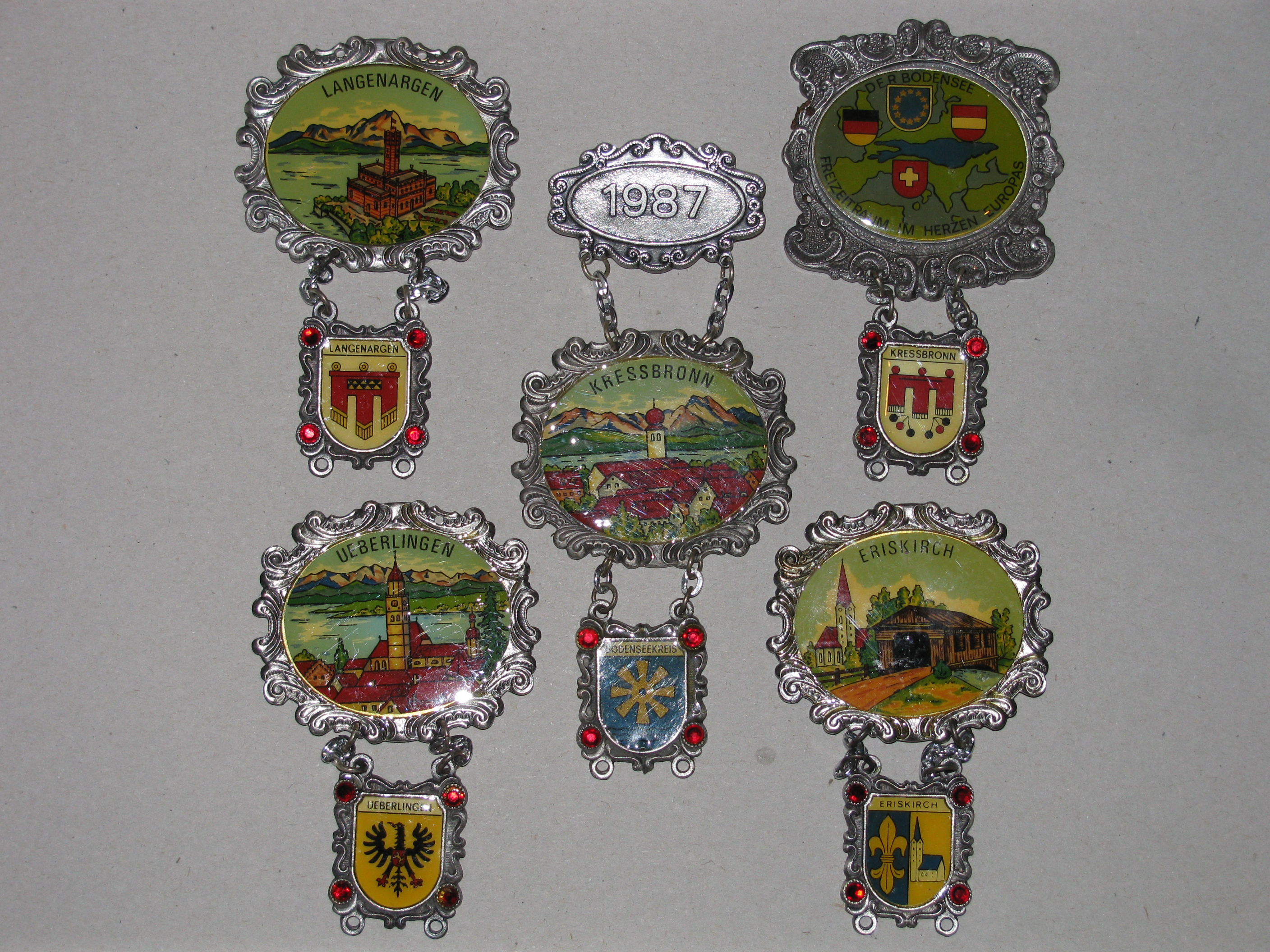
Auszeichnungen: Anhänger

Am häufigsten gewannen den Marathon Jutta Kolenc (5 Mal), Ulrich Santher (4 Mal), Gudrun Müller, Matthäus Riedle und Michael Beichele (je 3 Mal).

### Marathon
| Datum         | Männer          | Zeit (h)  | Frauen            | Zeit (h)  |
| ------------- | --------------- | --------- | ----------------- | --------- |
| 17. Sep. 2016 | Alexander Heim  | 2:50:44,8 | Anne Staeves      | 3:24:52,4 |
| 20. Sep. 2014 | Heinz Giesinger | 2:58:48   | Claudia Stobitzer | 3:47:11   |
| 14. Sep. 2013 | Kay Fischer     | 3:07:14   | Nicole Benning    | 3:24:13   |

### Halbmarathon
| Datum         | Männer            | Zeit (h) | Frauen            | Zeit (h) |
| ------------- | ----------------- | -------- | ----------------- | -------- |
| 17. Sep. 2016 | Christian Mangold | 1:14:38  | Amy Van den Broek | 1:25:53  |
| 20. Sep. 2014 | Michael Kurray    | 1:14:38  | Nicole Klingler   | 1:25:53  |
| 14. Sep. 2013 | Michael Kurray    | 1:13:02  | Monica Carl       | 1:26:37  |
| 15. Sep. 2012 | Robin Hanser      | 1:15:13  | Monica Carl       | 1:29:48  |
| 17. Sep. 2011 | Michael Kurray    | 1:16:29  | Roswitha Weber    | 1:28:14  |

2014 - 42. Auflage (20. September)
- Schnellste Staffel (MS): TRI Team Langenargen (Die Grandiosen), 2:54:37 h
- Schnellster Junge (Kids-Run): Fabian Hertnagel (Bodystreet Friedrichshafen), 6:46 min
- Schnellstes Mädchen (Kids-Run): Kim Habelmann (Haidachgeister Kressbronn), 7:17 min
- Finisher: 702 insgesamt (M: 58; MS: 104; HM: 459; Kids-Run: 81)

2013 - 41. Auflage (14. September)
- Schnellste Staffel (MS): Team "Wild Hogs", 3:05:17 h
- Schnellster Junge (MHM): Joshua Martin (Team Nonnenbachschule), 8:30 min
- Schnellstes Mädchen (MHM): Marie Deimel (TV Kressbronn), 9:58 min
- Finisher: 631 insgesamt (M: 39; MS: 88; HM: 429; MHM: 75)

2012 - 40. Auflage (15. September)
- Schnellster Junge (MHM): Claudius Müller (TV Kressbronn), 8:27 min
- Schnellstes Mädchen (MHM): Kim Habelmann (Haidachgeister Kressbronn), 9:03 min
- Schnellster Walker: Hartmut Tilp (FC Friedrichshafen), 1:17:24 h
- Schnellste Walkerin: Rosi Faulhaber (TV Reutin Lauftreff Lindau), 1:18:55 h
- Finisher: 399 insgesamt (HM: 359; MHM: 20; W: 20)

2011 - 39. Auflage (17. September)
- Schnellster Junge (MHM): Claudius Müller (TV Kressbronn), 8:41 min
- Schnellstes Mädchen (MHM): Mona Steinhauser (TV Kressbronn), 8:45 min
- Schnellster Walker: Uwe Petersen (Meersburg), 1:19:23 h
- Schnellste Walkerin: Gisela Wiesener (TV Kressbronn), 1:27:30 h
- Finisher: 351 insgesamt (HM: 311; MHM: 25; W: 15)

2010 - 38. Auflage (18. September)
- Schnellster Mann (HM): Robin Hanser (Tri Team Langenargen), 1:17:20 h
- Schnellste Frau (HM): Roswitha Weber (TSG Leutkirch), 1:26:39 h
- Schnellster Junge (MHM): René Magg (TV Kressbronn), 8:39 min
- Schnellstes Mädchen (MHM): Lea Dallio (LG Welfen), 9:08 min
- Finisher: 467 insgesamt (HM: 419; MHM: 24; W: 23)

2009 - 37. Auflage (19. September)
- Schnellster Mann (M): Thomas Dehaut (LLG Landstuhl), 2:39:19 h
- Schnellste Frau (M): Petra Paule (Team Laufsport Abröll), 3:22:43 h
- Schnellster Mann (HM): Andreas Moser (VLC Bludenz), 1:17:29 h
- Schnellste Frau (HM): Roswitha Weber (TSG Leutkirch), 1:26:42 h
- Schnellster Junge (MHM): René Magg (TV Kressbronn), 8:10 min
- Schnellstes Mädchen (MHM): Jennifer Schneider (TV Kressbronn), 10:57 min
- Finisher: 775 insgesamt (M: 51; HM: 676; MHM: 48)

2008 - 36. Auflage (20. September)
- Schnellster Mann (M): Frank Brengartner (SC Münstertal), 2:45:59 h
- Schnellste Frau (M): Sonja Decker (TG Viktoria Augsburg), 3:28:53 h
- Schnellster Mann (HM): Andreas Moser (LSG Vorarlberg), 1:15:04 h; Startnummer 768 (siehe Bild)
- Schnellste Frau (HM): Claudia Maier (Frickingen), 1:27:43 h
- Schnellster Junge (MHM): Johannes Müller (SC Sonthofen), 8:24 min
- Schnellstes Mädchen (MHM): Lisa Arnold (Laufteam Brunnenstube), 8:22 min
- Finisher: 830 insgesamt (M: 97; HM: 675; MHM: 58)

2007 - 35. Auflage (15. September)
- Schnellster Mann (M): Daniel Schwitter (LSV Basel), 2:52:34 h
- Schnellste Frau (M): Antje Möller (ASV Duisburg), 3:10:34 h
- Schnellster Mann (HM): Matthias Roblick (Vogt), 1:18:24 h
- Schnellste Frau (HM): Luitgard König (Box-Club Bad Saulgau), 1:29:54 h
- Schnellster Junge (MHM): Ole König (TV Kressbronn), 8:35 min
- Schnellstes Mädchen (MHM): Lisa Arnold (Laufteam Brunnenstube), 8:31 min
- Finisher: 1058 insgesamt (M: 131; HM: 861; MHM: 66)

2006 - 34. Auflage (16. September)
- Schnellster Mann (M): Manfred Nusser (Tri Team Bad Saulgau), 2:56:15 h
- Schnellste Frau (M): Jutta Kolenc (TG Biberach), 3:17:27 h
- Schnellster Mann (HM): Sascha Richter (TV Immenstadt), 1:13:31 h
- Schnellste Frau (HM): Liane Mischler (SC DHfK Leipzig), 1:31:12 h
- Schnellster Junge (MHM): Moritz Hegel (TV Kressbronn), 8:01 min
- Schnellstes Mädchen (MHM): Anna Tomaszuna (Nettetal), 9:08 min
- Finisher: 1053 insgesamt (M: 119; HM: 859; MHM: 75)

2005 - 33. Auflage (17. September)
- Schnellster Mann (M): Hans-Jürgen Dauelsberg (Landsberg), 2:49:43 h
- Schnellste Frau (M): Jutta Kolenc (TG Biberach), 3:14:12 h
- Schnellster Mann (HM): Sascha Richter (TV Immenstadt), 1:13:34 h
- Schnellste Frau (HM): Monika Friedrich (DAV Ravensburg), 1:29:46 h
- Schnellster Junge (MHM): Ole König (TV Kressbronn), 8:50 min
- Schnellstes Mädchen (MHM): Theresia Brändle (Kressbronn): 10:43 min
- Finisher: > 971 insgesamt (M: 105; HM: 866; MHM: ?)

2004 - 32. Auflage (18. September)
- Schnellster Mann (M): Benyounesse El Ahmadi, 2:55:37 h
- Schnellste Frau (M): Jutta Kolenc (TG Biberach), 3:09:11 h
- Schnellster Mann (HM): Andreas Schur (TG Stockach), 1:14:18 h
- Schnellste Frau (HM): Kerstin Mejdrech (Stuttgart), 1:30:44 h
- Finisher: 1175 insgesamt (M: 169; HM: 926; MHM: 80)